# Boksning under sommer-OL 1948
Boksning under Sommer-OL 1948 i London, England blev afviklet i Empire Pool på Wembley. Grundet det store antal deltagere var det dog nødvendigt at afvikle en indledende runde i Empress Hall ved Earl's Court om lørdagen den 7. august inden turneringen som planlagt kunne starte den 9. august. Bokseringen på Empire Pool var placeret på en bro over det olympiske svømmebassin. 
Der deltog 206 boksere fra 38 nationer i turneringen, hvilket var ny rekord. Der blev konkurreret i de otte klassiske vægtklasser. Sydafrika blev bedste nation med 4 medaljer (to guld, en sølv og en bronze).
Val Barker trofæet blev tildelt sydafrikaneren George Hunter, der vandt guld i letsværvægt.

## Danske deltagere
Danmark stillede med 6 deltagere i den olympiske turnering. 
- Erik Thastum deltog i bantamvægt, hvor han i turneringens første runde tabte til finnen Olavi Ouvinen.
- Svend Aage Sørensen deltog i fjervægt, hvor han i turneringens første runde tabte til Pedro García fra Peru.
- Svend Wad deltog i letvægt, hvor han i turneringens første runde besejrede inderen Gene Raymond. Wad vandt herefter over Alberto Boullossa fra Uruguay og ireren Maxie McCullagh før han i semifinalen tabte til den senere guldvinder Gerald Dreyer fra Sydafrika. Da den anden tabende semifinalist ikke stillede op til kampen om bronzemedalen vandt Wad på walk over, og modtog den olympiske bronzemedalje. Svend Wad blev i den officielle rapport fremhævet som bokseturneringens mest galante og "gentlemanly" bokser.
- Christian Christensen, deltog i weltervægt, men tabte sin første kamp på knockout til briten Max Shacklady.
- Martin Hansen deltog i mellemvægt, hvor han i turneringens første runde slog den norske modstander Evert Johanson ud i 1. omgang. Martin Hansen tabte dog den næste kamp mod franskmanden Aimé-Joseph Escudie.
- Erik Jensen deltog i letsværvægt, men tabte sin første kamp til amerikaneren Chuck Spieser.

## Medaljer
| Boksing OL 1948 London | Boksing OL 1948 London | Boksing OL 1948 London | Boksing OL 1948 London | Boksing OL 1948 London | Boksing OL 1948 London |
| ---------------------- | ---------------------- | ---------------------- | ---------------------- | ---------------------- | ---------------------- |
| Nr.                    | Land                   | Guld                   | Sølv                   | Bronze                 | Totalt                 |
| 1.                     | Sydafrika              | 2                      | 1                      | 1                      | 4                      |
| 2.                     | Argentina              | 2                      | 0                      | 1                      | 3                      |
| 3.                     | Ungarn                 | 2                      | 0                      | 0                      | 2                      |
| 4.                     | Italien                | 1                      | 2                      | 2                      | 5                      |
| 5.                     | Tjekkoslovakiet        | 1                      | 0                      | 0                      | 1                      |
| 6.                     | Storbritannien         | 0                      | 2                      | 0                      | 2                      |
| 7.                     | Belgien                | 0                      | 1                      | 0                      | 1                      |
| 7.                     | Sverige                | 0                      | 1                      | 0                      | 1                      |
| 7.                     | USA                    | 0                      | 1                      | 0                      | 1                      |
| 10.                    | Danmark                | 0                      | 0                      | 1                      | 1                      |
| 10.                    | Korea                  | 0                      | 0                      | 1                      | 1                      |
| 10.                    | Polen                  | 0                      | 0                      | 1                      | 1                      |
| 10.                    | Puerto Rico            | 0                      | 0                      | 1                      | 1                      |
| Totalt                 | Totalt                 | 8                      | 8                      | 8                      | 24                     |

## Fluevægt51 kg
| Medalje | Land | Udøver              |
| ------- | ---- | ------------------- |
| Guld    | ARG  | Pascual Pérez       |
| Sølv    | ITA  | Spartaco Bandinelli |
| Bronze  | KOR  | Han Su-an           |

## Bantamvægt54 kg
| Medalje | Land | Udøver          |
| ------- | ---- | --------------- |
| Guld    | HUN  | Tibor Csik      |
| Sølv    | ITA  | Giovanni Zuddas |
| Bronze  | PUR  | Juan E. Venegas |

## Fjervægt58 kg
| Medalje | Land | Udøver            |
| ------- | ---- | ----------------- |
| Guld    | ITA  | Ernesto Formenti  |
| Sølv    | RSA  | Dennis Shepherd   |
| Bronze  | POL  | Aleksy Antkiewicz |

## Letvægt62 kg
| Medalje | Land | Udøver         |
| ------- | ---- | -------------- |
| Guld    | RSA  | Gerald Dreyer  |
| Sølv    | BEL  | Joseph Vissers |
| Bronze  | DEN  | Svend Wad      |

## Weltervægt67 kg
| Medalje | Land | Udøver               |
| ------- | ---- | -------------------- |
| Guld    | CZE  | Július Torma         |
| Sølv    | USA  | Horace Herring       |
| Bronze  | ITA  | Alessandro D'Ottavio |

## Mellemvægt73 kg
| Medalje | Land | Udøver        |
| ------- | ---- | ------------- |
| Guld    | HUN  | László Papp   |
| Sølv    | GBR  | John Wright   |
| Bronze  | ITA  | Ivano Fontana |

## Letsværvægt80 kg
| Medalje | Land | Udøver        |
| ------- | ---- | ------------- |
| Guld    | RSA  | George Hunter |
| Sølv    | GBR  | Donald Scott  |
| Bronze  | ARG  | Mauro Cia     |

## Sværvægt+80 kg
| Medalje | Land | Udøver          |
| ------- | ---- | --------------- |
| Guld    | ARG  | Rafael Iglesias |
| Sølv    | SWE  | Gunnar Nilsson  |
| Bronze  | RSA  | John Arthur     |

### Indledende runde
- E. Lambert (USA) w pts V. Antonio dos Santos (BRA)

### Første runde
- A. Faul (CAN) w pts V. Bignon Guzman (CHI)
- Gunnar Nilsson (SWE) w disq. 2 M. Djamshidabadi (IRAN)
- H. Müller (SWZ) KO 2 A. Muniz (URU)
- John Gardner (UK) KO 2 K. Ameisbichler (AUT)
- U. Baccilieri (ITA) w pts G. O'Colmain (IRL)
- Rafael Iglesias (ARG) w pts J. Rubio Fernandez (ESP)
- John Arthur (SA) rsc 1 J. Galli (FRA)
- E. Lambert (USA) w pts F. Bothy (BEL)

### Kvartfinaler
- Gunnar Nilsson (SWE) w pts A. Faul (CAN)
- H. Müller (SWZ) w pts John Gardner (UK)
- Rafael Iglesias (ARG) w pts U. Baccilieri (ITA)
- John Arthur (SA) w pts E. Lambert (USA)

### Semifinaler
- Gunnar Nilsson (SWE) w pts H. Müller (SWZ)
- Rafael Iglesias (ARG) w pts J. Arthur (SA)

### Bronzekamp
- John Arthur (SA) walk over H. Müller (SWZ)

### Finale
- Rafael Iglesias (ARG) KO 2 Gunnar Nilsson (SWE)